# Jabłonowka (przystanek kolejowy)
Jabłonowka (ros. Яблоновка) – przystanek kolejowy w miejscowości Jabłonowka, w rejonie okułowskim, w obwodzie nowogrodzkim, w Rosji. Położony jest na linii Petersburg – Moskwa.